# Eudule venata
Eudule venata är en fjärilsart som beskrevs av William Schaus 1892. Eudule venata ingår i släktet Eudule och familjen mätare. Inga underarter finns listade i Catalogue of Life.